# Villebarou
Villebarou – miejscowość i gmina we Francji, w Regionie Centralnym, w departamencie Loir-et-Cher.
Według danych na rok 1990 gminę zamieszkiwały 1793 osoby, a gęstość zaludnienia wynosiła 197 osób/km² (wśród 1842 gmin Regionu Centralnego Villebarou plasuje się na 220. miejscu pod względem liczby ludności, natomiast pod względem powierzchni na miejscu 1199.).